# 벨로루시 소비에트 사회주의 공화국
벨로루시 소비에트 사회주의 공화국(벨라루스어: Беларуская Савецкая Сацыялістычная Рэспубліка 벨라루스카야 사베츠카야 사치얄리스티치나야 레스푸블리카, 러시아어: Белору́сская Сове́тская Социалисти́ческая Респу́блика 벨로루스카야 소베츠카야 소치알리스티체스카야 레스푸블리카[*], 폴란드어: Białoruska Socjalistyczna Republika Radziecka 비아워루스카 소치얄리스티치나 레스푸블리카 라지에츠카[*])는 소비에트 연방의 15개 공화국 중 하나의 공화국으로, 벨라루스에 위치해 있었으며, 수도는 민스크였다.
벨로루시 소비에트 사회주의 공화국은 우크라이나 소비에트 사회주의 공화국과 함께 소련과는 별도로 유엔에 가입되어 있었다.

## 역사
1922년 12월 30일의 소비에트 대회에서 벨로루시 소비에트 사회주의 공화국은 러시아 소비에트 연방 사회주의 공화국과 우크라이나 소비에트 사회주의 공화국, 자카프카스 소비에트 연방 사회주의 공화국과 함께 소비에트 사회주의 공화국 연방 창설 조약을 승인하여, 소비에트 사회주의 공화국 연방이 탄생하였다.

## 지리
면적: 207,595 km2이다.

## 민족
- 인구: 890만
- 민족 (1959년):
- 벨라루스인 - 81%
- 러시아인 - 0.2%
- 폴란드인 - 16.7%
- 유대인 - 1.9%
- 우크라이나인 - 1.7%
- 기타

## 행정 구역
- 브레스트 주
- 호멜 주
- 흐로드나 주
- 마힐료우 주
- 비쳅스크 주
- 민스크 주
- 민스크 시